# Max Dohle

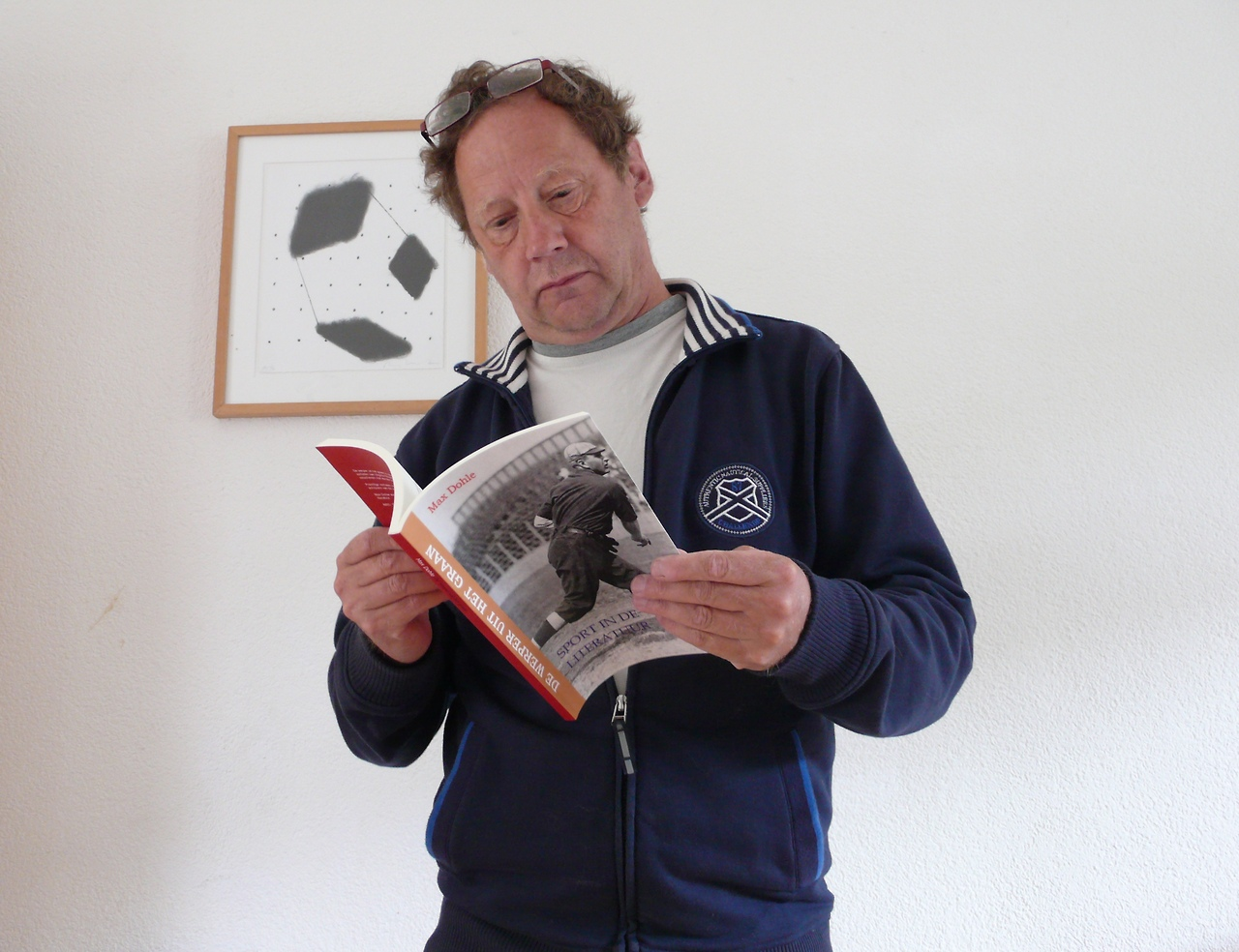
Max Dohle bekijkt een proefexemplaar van De werper uit het graan (2013)

Maximilianus Josephus Maria (Max) Dohle (Den Haag (Scheveningen), 1955) is een Nederlands schrijver en sporthistoricus. 
Na de HBS en een studie pedagogiek begon Dohle zijn loopbaan als pedagogisch onderzoeker bij de Rijksuniversiteit Leiden. Hij onderzocht het moreel besef van kinderen in het basisonderwijs. Vervolgens legde hij zich toe op het schrijven van intercultureel lesmateriaal en ontwikkelde zich tot algemeen tekstschrijver.
Hij verwierf landelijke bekendheid met zijn literaire bloemlezingen over schaatsen en een schaatswoordenboek. Samen met oud-schaatser Ben van der Burg stelde hij vier nummers van het literaire schaatstijdschrift Zwart IJs samen.

## Stapelgedichten
In juni 2007 begon hij een blog genaamd Stapelgedichten. Een stapelgedicht is een gedicht dat volledig uit boektitels bestaat. De boeken worden op volgorde op een stapel gelegd. Belangstellenden konden foto’s van hun stapelgedichten, opsturen naar de weblog 'Stapelgedichten'. Het werd een echte hype met binnen een week 27.000 hits op Google.

## Biograaf van Foekje Dillema
In 2008 publiceerde Dohle de biografie van voormalig hardloopster Foekje Dillema. De IAAF schorste Dillema in juli 1950 uit de competitie. De IAAF zo weten we uit de Cas award (zaak Semenya) beschouwt intersekse vrouwen als biologische mannen. 
Na diepgaand onderzoek stelde Dohle vast dat Dillema zowel mannelijke als vrouwelijke geslachtskenmerken had. Een conditie die ook wel echt hermafroditisme heet. Tientallen vrouwen met deze conditie zijn tussen 1936 en 2001 geschorst uit sportcompetities. Het boek won zilver bij de verkiezing van de Nico Scheepmaker Beker.

## Publicaties (selectie)
- Op het ijs: de mooiste schaatsverhalen uit de Nederlandse literatuur, 1996
- IJsvrij: de beste schaatsverhalen uit de Nederlandse literatuur, 1997
- 11 elfstedengedichten, met illustraties van Carola van der Heyden, 1999
- Glad en wijd ligt het ijs: de mooiste schaatsgedichten uit de Nederlandse en Friese literatuur, 1999
- Stijlfiguren: Theo van Doesburg (1883-1931), 2000, met Carola van der Heyden
- Morele opvoeding: waarden en normen in het basisonderwijs, 2001
- De buurt spreekt: luisterwandeling door 'de verdwenen joodse buurt in Den Haag', 2002
- De wereld gaat op schaatsen, 2003
- Over één nacht ijs. Een schaatsalfabet, 2004
- De blokjeslegger van Turijn: dertien Olympische schaatsfenomenen, 2005, met teksten van onder andere, Ben van der Burg, Max Dohle en Marnix Koolhaas
- Het verwoeste leven van Foekje Dillema - De grootste tragedie uit de Nederlandse sportgeschiedenis, uitg. De Arbeiderspers/Het Sporthuis, Amsterdam-Antwerpen (2008), ISBN 978 90 2956687 2
  - Ook als gratis ebook te downloaden, het ebook bevat een nieuw nawoord met nieuwe feiten (2011)[2]
- Ze zeggen dat ik geen meid ben, 2011, gratis te downloaden e-boek[2]
- Schorsen was erger dan verliezen: zeven sportvrouwen, 2012, gratis te downloaden e-boek[3]
- De werper uit het graan: sportverhalen voor fijnproevers, 2013[4]
- Juffrouw Saeijs, 2014
- De koploper: De mooiste hardloopverhalen uit de wereldliteratuur, 2014, Nieuw Amsterdam
- Sport in de wereldliteratuur: van atletiek tot zwemmen, 2015
- "Ze zeggen dat ik geen meid ben". De schorsing van Foekje Dillema, 2018, publicatie voor de Vereniging voor Gendergeschiedenis[5]
- De XX-spelen. De geschiedenis van genderverificatie op de Olympische Spelen 2018, publicatie voor de Vereniging voor Gendergeschiedenis[6]
- "They Say I'm Not a Girl": Case Studies of Gender Verification in Elite Sports 2020, uitgeverij McFarland & Company, Jefferson (North Carolina)

## Verzamelaar
- Behalve schaatsliteratuur voor volwassenen verzamelt Max Dohle kinderboeken. Deze verzameling omvat enkele honderden titels. In 2007 werd zijn kinderboekenverzameling tentoongesteld in het Museum van de Twintigste Eeuw in Hoorn.

- Digitale Bibliotheek voor de Nederlandse Letteren: dohl001
- Gemeinsame Normdatei: 1209550997
- International Standard Name Identifier: 0000 0000 3849 8140
- Nederlandse Thesaurus van Auteursnamen: 073721034
- Virtual International Authority File: 46076206